# Asten (Nizozemsko)
Asten je obec v provincii Severní Brabantsko v jižním Nizozemsku. Leží cca 10 km od města Helmond a 20 km od města Eindhoven.
Ve městě působí zvonařská dílna Royal Eijsbouts, která má jediná v Nizozemsku titul „královská“. Z její provenience pochází celá řada zvonů a zvonoher. Ze zvonoher lze jmenovat např. zvonohry v Gdaňsku, z výkyvných zvonů se podílela na výrobě olympijského zvonu pro LOH 2012 v Londýně či výrobě nových zvonů pro katedrálu Notre-Dame v Paříži. Mezi největší vyrobené zvony patří zvon Gotemba (36 170 kg), který byl v roce 2006 vyroben do Japonska.
V Astenu se nachází muzeum Klok&Peel (Národní muzeum zvonů), kde se návštěvník seznámí s výrobou věžních hodin, zvonů, zvonoher a všeho souvisejícího. Od roku 2022 je v muzeu k vidění také originální skleněný zvon, který vyrobili skláři ze sklárny v Harrachově.

## Sídla
- Asten
- Heusden
- Ommel

## Osobnosti
- Driekske van Bussel (1868–1951) – lukostřelec, zlatý medailista Letních olympijských her 1920
- Piet Raijmakers (* 1956) – jezdec na koni, zlatý medailista z Letních olympijských her 1992
- Jan Verschuren (* 1962) – varhaník
- Martin Koolhoven (* 1969) – režisér a scenárista[3]
- Bart Claessen (* 1980) – DJ

## Galerie

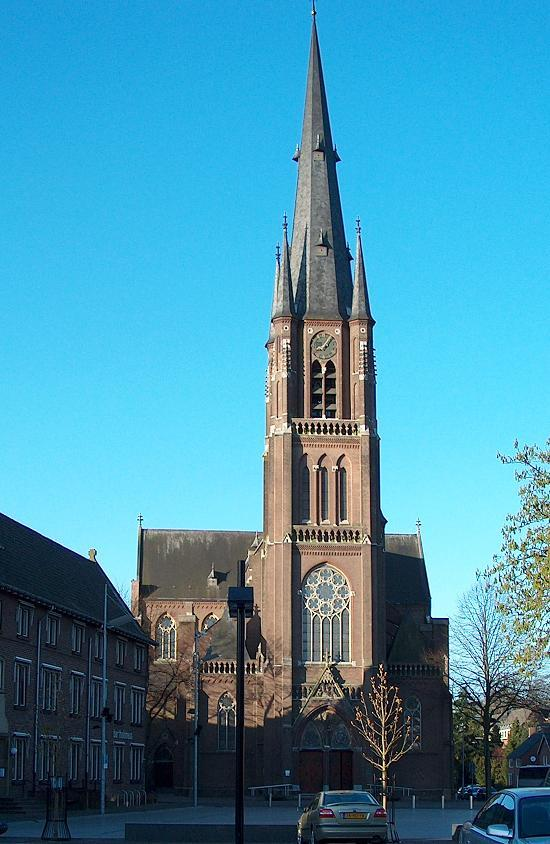
Kostel Nanebevzetí Panny Marie
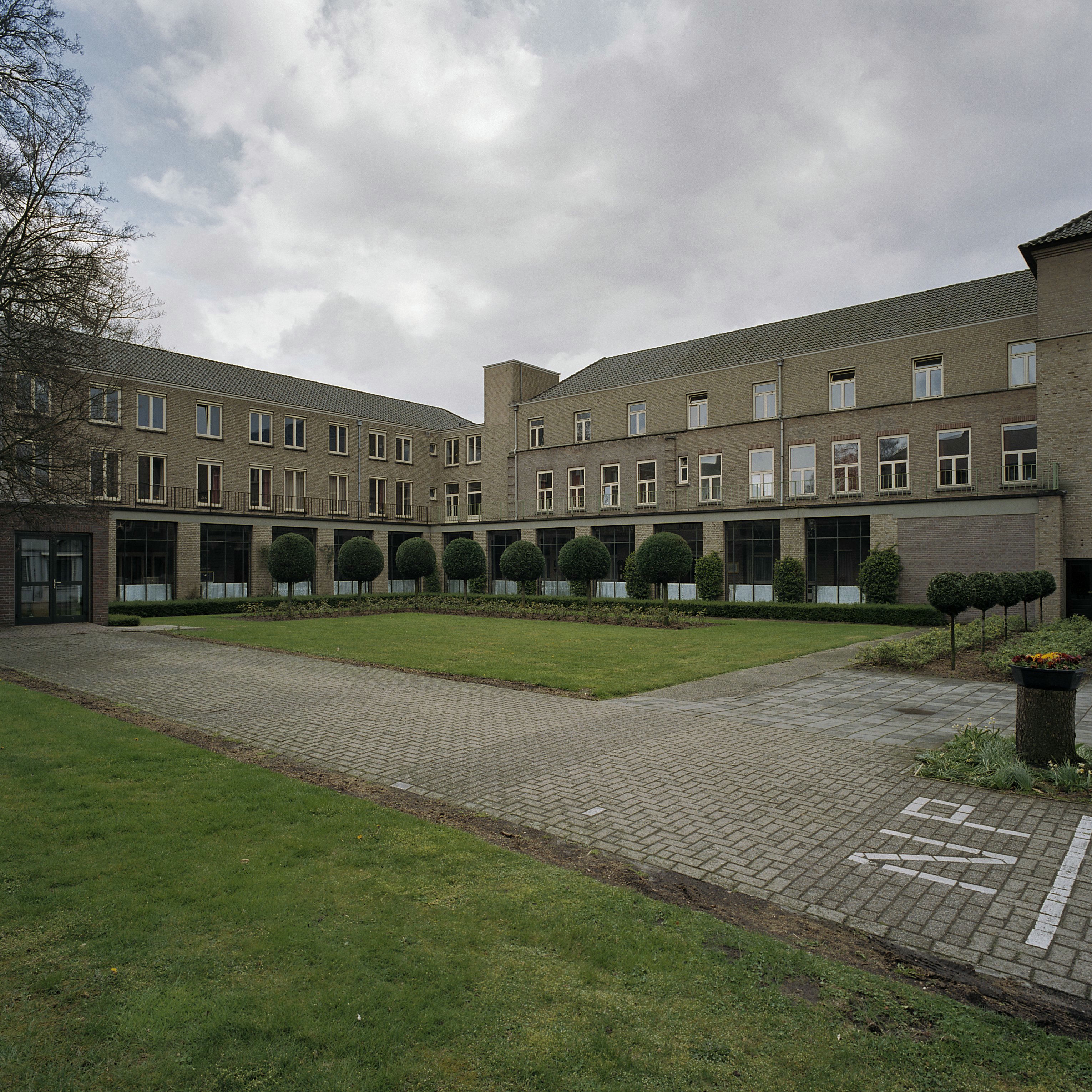
Vila a klášter františkánských misijních sester z He
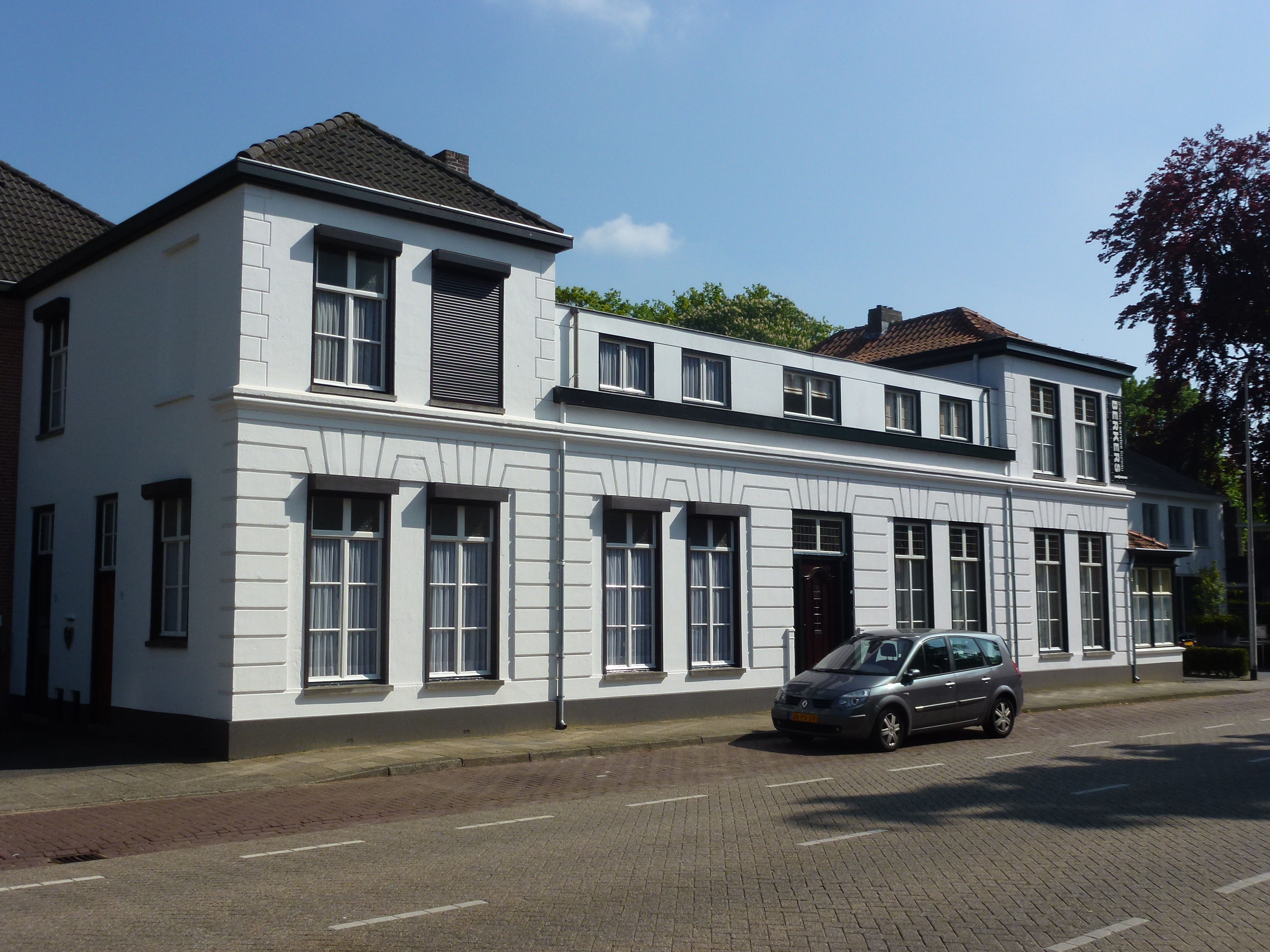
Wilhelminastraat
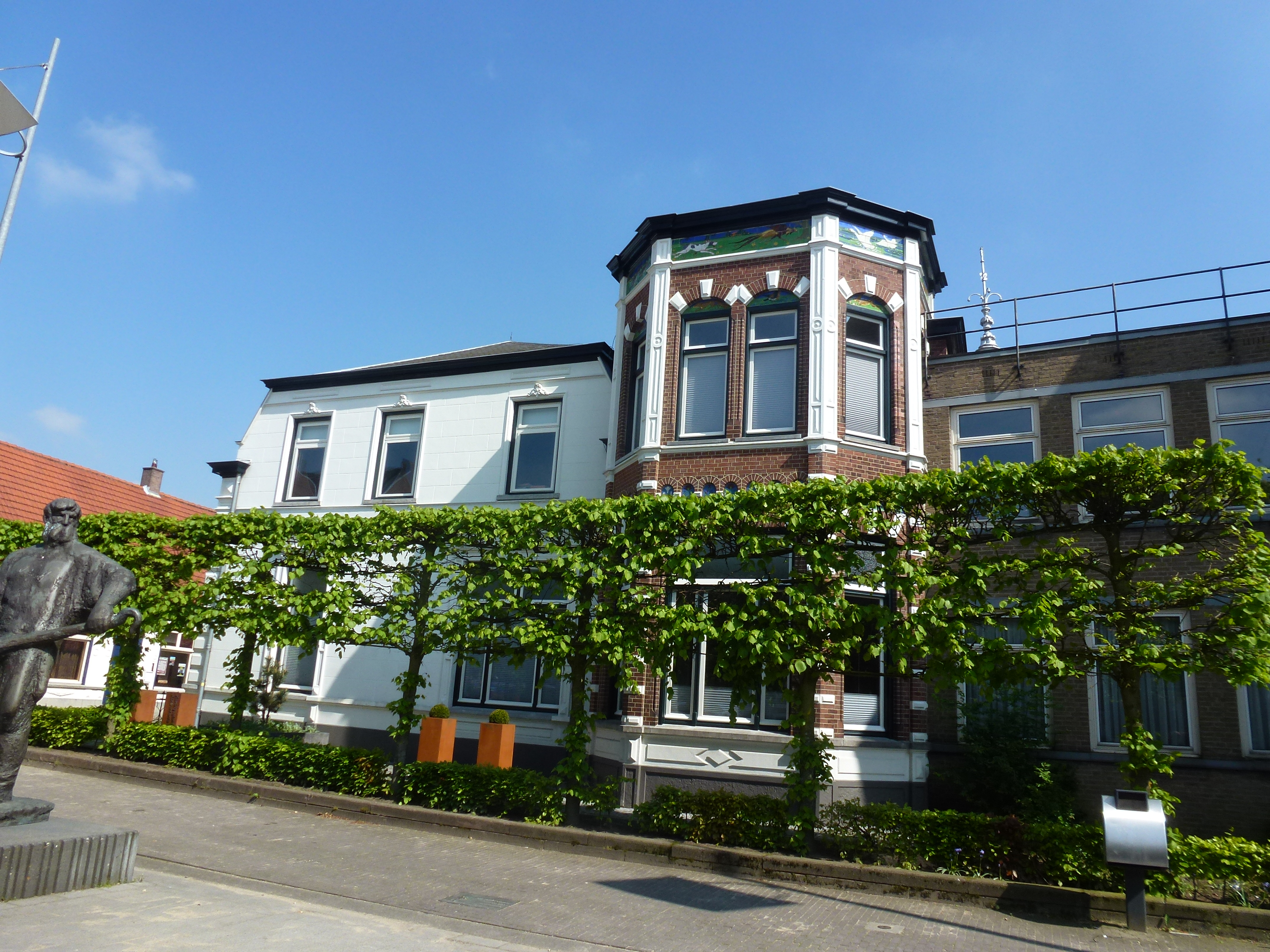
Julianastraat